# Hogna kabwea
Hogna kabwea este o specie de păianjeni din genul Hogna, familia Lycosidae, descrisă de Roewer, 1959.
Este endemică în Congo. Conform Catalogue of Life specia Hogna kabwea nu are subspecii cunoscute.